# Nephodia virginata
Nephodia virginata är en fjärilsart som beskrevs av William Schaus 1901. Nephodia virginata ingår i släktet Nephodia och familjen mätare. Inga underarter finns listade i Catalogue of Life.